# Mayu Minami
Mayu Minami (jap. 南 まゆ Minami Mayu; ur. 27 listopada 1993 w Tokio) – japońska striptizerka występująca przede wszystkim w Asakusa Rockza i aktorka AV grająca w filmach dla dorosłych.

## Życiorys
W styczniu 2015 roku wzięła udział w sesji zdjęciowej dla Weekly Playboy.
W kwietniu 2015 roku zadebiutowała w filmie dla dorosłych jako ekskluzywna aktorka pod skrzydłami Alice JAPAN.
1 marca 2016 roku zadebiutowała jako striptizerka w Asakusa Rockza. Od czasu debiutu jest główną gwiazdą teatru.
W wywiadzie z 2019 roku powiedziała: „Jeśli chodzi o moje przyszłe aspiracje, mam nadzieję, że Asakusa Rockza i inne pokazy striptizu będą nadal istnieć i że będę mogła tam nadal tańczyć. W tym celu dołożę wszelkich starań, aby moje występy na scenie stały na najwyższym poziomie”.
W wywiadzie udzielonym w 2021 roku powiedziała, że choć nie wycofała się z branży filmów dla dorosłych, obecnie jej „głównym celem jest teatr”.
23 lutego 2024 roku wraz z Nono Maedą, Yukino Nagasawą i Tsugumi Muto wzięła udział w wydarzeniu „Odoriko to enjoy” (踊り子とenjoy), podczas którego tancerki z głównej agencji rozrywkowej AV Mine'S dzieliły się swoimi historiami na temat wydarzeń w teatrze ze striptizem i sekretów urody. W dniach 27 i 28 kwietnia 2024 roku w galerii nolla w Tsukiji w Tokio odbył się ostatni rozdział projektu zatytułowanego „Wiosna, lato, jesień i zima obfitują w projekcie Mayu Minami” (春夏秋冬たっぷり南まゆプロジェクト) wraz z wystawą zdjęć upamiętniającą urodziny Mayu Minami (南まゆ誕生記念写真展).

## Filmografia

### Filmy dla dorosłych
| #    | Data            | Tytuł | Kod wideo | Producent                  | Uwagi                                                                                 | Przy.  |
| 2015 |                 | |           |                            |                                                                                       |        |
| 1    | 10 kwietnia     | グラビアタレント 南まゆ AVデビュー | DVAJ-0028 | Alice JAPAN                | Debiut AV                                                                             | [ 5 ]  |
| 2    | 8 maja          | 魅惑のランジェリーStyle | DVAJ-0036 | Alice Japan                |                                                                                       | [ 12 ] |
| 3    | 12 czerwca      | 出会って4秒で合体 | DVAJ-0044 | Alice Japan                |                                                                                       | [ 13 ] |
| 4    | 10 lipca        | 本能を呼び覚ます濃厚なる4つのSEX | DVAJ-0054 | Alice Japan                |                                                                                       | [ 14 ] |
| 5    | 14 sierpnia     | アダルトグッズ開発課に配属された女子社員 | DVAJ-0063 | Alice Japan                |                                                                                       | [ 15 ] |
| 6    | 14 sierpnia     | 壁ドンしてひるんだ隙に膣ドン! | DVAJ-067  | Alice Japan                | Występują również: Asami Nagase, An Arisawa, Erina Nagasawa, Nanami Kawakami          | [ 16 ] |
| 7    | 11 września     | 卑猥なヌルテカBODYと性交 | DVAJ-0073 | Alice Japan                |                                                                                       | [ 17 ] |
| 8    | 9 października  | Wマ○コ付き物件 | DVAJ-0080 | Alice Japan                |                                                                                       | [ 18 ] |
| 9    | 13 listopada    | 人間廃業×催●＆トランス 南まゆ | DVAJ-0088 | Alice Japan                |                                                                                       | [ 19 ] |
| 10   | 11 grudnia      | 2画面痴漢 【OL編】 | DVAJ-0093 | Alice Japan                |                                                                                       | [ 20 ] |
| 2016 |                 | |           |                            |                                                                                       |        |
| 11   | 8 stycznia      | 思わずもう1回ハメたくなるお掃除フェラ | DVAJ-0102 | Alice JAPAN                |                                                                                       | [ 21 ] |
| 12   | 12 lutego       | 人間廃業×黒人 | DVAJ-0110 | Alice Japan                |                                                                                       | [ 22 ] |
| 13   | 3 marca         | 彼女調教カタログ | DVAJ-0118 | Alice Japan                |                                                                                       | [ 23 ] |
| 14   | 13 kwietnia     | 上半身はお仕事中 下半身は犯され中 | DVAJ-126  | Alice Japan                |                                                                                       | [ 24 ] |
| 15   | 13 maja         | 官能小説 嫁くらべ 〜夫に内緒で犯されて〜 | XVSR-134  | Max-A                      |                                                                                       | [ 25 ] |
| 16   | 1 września      | ド痴女だらけ強制24射精 痴女ハーレム楽園 〜男潮吹き・中出し・6回戦サービス有り贅沢240分〜 | AVOP-205  | 痴女ヘブン                 |                                                                                       | [ 26 ] |
| 17   | 19 listopada    | 足ピーンイキ! そけい部リンパマッサージ | MIAD-986  | Moodyz                     | Występują również: Risa Onodera, Rika Mari                                            | [ 27 ] |
| 18   | 22 grudnia      | SODファン大感謝祭! 賢者タイムなし! 何発も発射できる猛者が神! 射精無制限ぜつりんバスツアー 超人気女優16人VS一般募集素人ファンによる夢の大乱交! 勢19名 一泊二日79発射!                                                                         | SDMU-454  | SOD Create                 |                                                                                       | [ 28 ] |
| 2017 |                 | |           |                            |                                                                                       |        |
| 19   | 6 stycznia      | SODファン大感謝祭！裏ぜつりんバスツアー 脱落者救済 熱血SEX塾 発射できないダメち○ぽは私たちがお仕置きよ | SDMU-468  | SOD Create                 |                                                                                       | [ 29 ] |
| 20   | 16 lutego       | 速報 好みの女が居たらその場でセックスできる 挿れてんチョ法案が可決された! 男が女を見て欲情した時に「お前に挿れたい」と宣言したら女はその場で「挿れてんチョ」と言って股を開かなければいけない!!                                               | SVDVD-585 | サディスティックヴィレッジ | Występują również: Kanna Misaki, Risa Onodera                                         | [ 30 ] |
| 21   | 2 marca         | 黒王子と白王子 ～ドSと鬼畜～ 白王子の監禁調教 淫らに感じる身体 | GRCH-214  | GIRL’S CH                  | Występują również: w głównej roli: Shota Kitano / Yoshihiko Arima, Saki Mizumi        | [ 31 ] |
| 22   | 7 maja          | ザ・マジックミラー 顔出し！女子大生限定 素人娘初めての3P体験編 4 Wチ○ポに恥じらいつつもオマ○コがキュンと疼きだす！スケベ心が抑えられずに連続絶頂!!計16挿入!! in池袋                                                                          | DVDMS-112 | DEEP'S                     | Występują również: wiele osób                                                         | [ 32 ] |
| 2018 |                 | |           |                            |                                                                                       |        |
| 23   | 11 stycznia     | 絶対に手を出してはいけない相手を夜這いしちゃった俺10 SPECIAL | FSET-739  | AKNR                       | Występują również: Ai Hoshina, Risa Onodera, Mary Tachibana, Ikumi Kuroki, Miku Abeno | [ 33 ] |
| 24   | 17 sierpnia     | 魅惑のおっぱい奴隷 05 美顔、巨乳に濃厚精子18発 | TKI-085   | MAD                        |                                                                                       | [ 34 ] |
| 25   | 24 sierpnia     | ヒロイン徹底凌辱06 天空戦隊ウィングフォース | GHKQ-39   | GIGA                       |                                                                                       | [ 35 ] |
| 26   | 5 października  | 巨乳義姉とソープ体験!? どうしても「ソープで童貞を捨てたい」と父の再婚相手の連れ子にカネをせがむと「私でしてみる?」とまさかの展開に!? 素股プレイ中に我慢できず事故を装いヌルッと生挿入! 戸惑いながらもイキまくる淫乱な義姉と腰砕け中出しSEX!! | DOCP-095  | プレステージ/DOC PREMIUM   | Występują również: Kurumi Tamaki, Natsuko Mishima, Monami Takarada                    | [ 36 ] |
| 27   | 11 października | ASMR淫語病棟24時 | SDMU-889  | SOD Create                 | Występują również: Hibiki Ōtsuki, Yui Hatano, Yu Shinoda, Rena Aoi, Anju Minase       | [ 37 ] |
| 28   | 8 listopada     | ビジネスホテルのマッサージ師の胸チラで股間が反応してしまった俺 10 | FSET-794  | AKNR                       | Występują również: Leia Hoshino, Rio Okita                                            | [ 38 ] |
| 29   | 20 listopada    | 髪射 嫌がる女の自慢の髪に無理やり濃厚ザーメン発射 | NEO-663   | RADIX                      |                                                                                       | [ 39 ] |
| 30   | 20 listopada    | 全員パンスト＆パンティ履いたままお漏らし 6人のお濡らし美女 | GUN-727   | RADIX                      |                                                                                       | [ 40 ] |
| 31   | 23 listopada    | 触手十字架地獄 2 美聖女戦士セーラープリースト | GHKQ-67   | GIGA                       |                                                                                       | [ 41 ] |
| 32   | 20 grudnia      | 【NTR願望】俺の嫁を抱いてくれ | FSET-803  | AKNR                       | Występują również: Mikuru Shiiba, Jiyuu Kanade                                        | [ 42 ] |
| 2019 |                 | |           |                            |                                                                                       |        |
| 33   | 1 stycznia      | 最新不感症治療「膣フィラー」女としての悦びを取り戻すため意を決して体験する膣のゆるみ改善施術!! その副作用で膣内の感度が急上昇!! どんどんスケベ化する清楚系むっつり女子                                                                       | UMD-668   | LEO                        | Występują również: Tsubasa Hachino, Yuri Sasahara                                     | [ 43 ] |
| 34   | 4 stycznia      | 【配信専用】射精が止まらない！柔らか巨乳おっぱい濃厚美女パイズリ！4 | FCH-023   | DOC                        |                                                                                       | [ 44 ] |
| 35   | 2 marca         | 本当にあった濡れる話 ～超タイプのイケメンと絶頂エッチ編～ | GRCH-298  | GIRL’S CH                  | Występują również: Rei Aino, Rena Aoi, Ririka Hoshikawa, Umi Hinata                   | [ 45 ] |
| 36   | 22 marca        | 本当にあった濡れる話 ～大好きなカレとイチャラブ編～ | GRCH-298  | GIRL’S CH                  | Występują również: Rei Aino, Harura Mori, Rena Aoi                                    | [ 46 ] |
| 37   | 1 maja          | 男根に堕ちたドM若妻 | NACR-237  | プラネットプラス/七狗留    |                                                                                       | [ 47 ] |
| 38   | 1 lipca         | 隣の美人妻 泥酔し部屋を間違え「ただいま～!」 | NACR-247  | プラネットプラス/七狗留    |                                                                                       | [ 48 ] |
| 39   | 27 lipca        | デリヘル呼んだら元同僚! | BDSR-396  | ビッグモーカル             | Występują również: Tomoe Aragaki, Anju Minase                                         | [ 49 ] |
| 40   | 27 września     | Maison de Room | GRCH-313  | GIRL’S CH                  | Występują również: Hikaru Konno, Mao Hamasaki                                         | [ 50 ] |
| 41   | 25 października | 悪魔の踊り子女幹部 ヒーロー洗脳ダンス | JMSZ-79   | GIGA                       |                                                                                       | [ 51 ] |
| 2020 |                 | |           |                            |                                                                                       |        |
| 42   | 22 lutego       | 寝取られ巨乳妻 05 | MCSR-377  | ビッグモーカル             | Występują również: Rina Otomi, Chie Aragaki                                           | [ 52 ] |
| 43   | 19 kwietnia     | 盗撮魔に狙われたエリート女医の信じられない院内ワイセツ行為の一部始終。 | SOJU-025  | 山と空/妄想族              |                                                                                       | [ 53 ] |
| 44   | 9 lipca         | 唾液で責める接吻痴女 | NEO-733   | RADIX                      |                                                                                       | [ 54 ] |
| 45   | 19 lipca        | 僕が一目惚れしたヌードダンサー 実は悪徳オーナーの言いなり性奴●だった。枕営業先で犯●れるたびに淫らに堕ちてゆく、彼女の存在があまりにも惨めだったので                                                                                          | SOTB-009  | 山と空/妄想族              |                                                                                       | [ 55 ] |
| 2023 |                 | |           |                            |                                                                                       |        |
| 46   | 21 marca        | 愛妻交換 後輩の妻と俺の妻を交換して中出ししまくった4日間の記録。 | MEYD-799  | Goro Tameike               | Występują również: Kana Morisawa                                                      | [ 56 ] |
| 47   | 23 maja         | 隣人の若妻淫獄調教 アナタ以外の精液で毎日子宮を満たされています | APNS-312  | Aurora Project             |                                                                                       | [ 57 ] |
| 48   | 22 sierpnia     | あなたの嫌うあの人と・・ ～愛する妻が取引先のオヤジに弄ばれた～ | NSFS-213  | ながえスタイル             |                                                                                       | [ 58 ] |
| 2024 |                 | |           |                            |                                                                                       |        |
| 49   | 14 maja         | 最高に不愉快なゲス男のデカチンで最高に気持ちイイSEXをされてねとられた妻 南まゆ | NKKD-332  | JET映像                    | Dystrybucja rozpoczęła się 10 maja                                                    | [ 59 ] |

### Filmy dla dorosłychVR
| #    | Data            | Tytuł | Kod wideo | Producent       | Uwagi                                                                           | Przy.  |
| 2017 |                 | |           |                 |                                                                                 |        |
| 1    | 15 września     | 【独占】【VR】VR長尺 「ほら！今、先っぽ挿ったでしょう!?ダメダメ！それ以上早く動かすと本当に挿っちゃうからダメ！」でもヌルヌルでズボ！結局、生挿入でうっかり生中出ししたらがっちりロックで何度も中出し強要するド淫乱に豹変！！                               | HUNVR-003 | Hunter          | Jej pierwszy film VR wspólnie z Honoką Miharą                                   | [ 60 ] |
| 2018 |                 | |           |                 |                                                                                 |        |
| 2    | 31 maja         | 【VR】睡眠薬を盛られ、欲求不満な巨乳妻に3回連続強●中出しさせられた僕 | MVR-413   | KM Produce      | Pierwszy film VR wyłącznie z jej udziałem                                       | [ 61 ] |
| 3    | 20 czerwca      | 【VR】付き合いたての彼女が僕の目の前で大胆水着ファッションショー！買い込んだ水着をウキウキで見せてくれる彼女に発情した僕のチ●ポは我慢汁だだ漏れ！興奮の相乗効果によって火照った身体が混じり合う超密着ラブラブSEXに！！！…                                   | MVR-414   | KM Produce      |                                                                                 | [ 62 ] |
| 4    | 19 października | 【VR】めちゃモテ入院生活VR【長尺ほぼ3時間・お見舞いに来た彼女とこっそりHした後、ドスケベ元カノ軍団が押し寄せてツボのわかった3Pで昇天！隣のベッドの薄幸そうな美少女患者もハメちゃった！射精しすぎてぐったりしてたらS級看護師2名に3P食らったとんでもない1日】 | DSVR-332  | SOD Create      | Występują również: Rena Aoi, Hibiki Ōtsuki, Yu Shinoda, Yui Hatano, Anju Minase | [ 63 ] |
| 2020 |                 | |           |                 |                                                                                 |        |
| 5    | 22 października | 【VR】【8K撮影】史上最高画質で見る超密着中出しSEX【極上女優4名収録290分長尺】 | ETVTM-007 | エロタイムPOP！ | Tytuł wydany w 8KVR. Występują również: Kirari Sena, Rui Hizuki                 | [ 64 ] |

### Filmy dla dorosłych (pozostałe)
| #    | Data            | Tytuł | Kod wideo   | Producent                  | Uwagi | Przy.   |
| 2016 |                 | |             |                            |       |         |
| 1    | 27 listopada    | 【独占】そこのOLさん！営業でパンパンにむくんだ脚をほぐして行きませんか？オイルマッサージで脚の根元のキワキワな部分を責められ思わず感じちゃう敏感素人さんをイカセまくって生ハメ&脚ぶっかけまでしちゃいました！                                                                    | NNPJ-209    | NPJ                        |       | [ 65 ]  |
| 2    | 26 grudnia      | 【独占】人気AV男優につぶやき系SNSからアプローチしてきた欲求不満の若妻と浮気SEXした一部始終をこっそり盗撮して勝手にAV発売しちゃいました。 | NNPJ-208    | NPJ                        |       | [ 66 ]  |
| 3    | 28 grudnia      | Fascinating NUDE 抱きしめたくなるそのカラダ | PRBYB-033   | Precious Beauty            |       | [ 67 ]  |
| 2017 |                 | |             |                            |       |         |
| 4    | 3 stycznia      | プールナンパ 12 in お台場 | GANA-1267   | Prestige, ナンパTV         |       | [ 68 ]  |
| 5    | 16 lutego       | 美しいけれど裕福ではない万引き若奥様を捕まえて事務所の汚い床に這いつくばらせて土下座レ●プ 旦那が謝りに来ても許さず目の前でナマ中出し！ | SVDVD-586   | サディスティックヴィレッジ |       | [ 69 ]  |
| 6    | 2 marca         | 最高の愛人と、最高の中出し性交。 12 | SGA-080     | Prestige                   |       | [ 70 ]  |
| 7    | 18 marca        | マジックミラー号 真面目に働くデパートの受付嬢 お昼休み中に抜け出し、性欲をこらえ切れず固定バイブから大喘ぎSEXへ！ | SDMU-541    | SOD Create                 |       | [ 71 ]  |
| 8    | 7 kwietnia      | 募集ちゃんTV×PRESTIGE PREMIUM No31 | BCV-031     | Prestige                   |       | [ 72 ]  |
| 9    | 19 czerwca      | 【独占】見なきゃよかった…結婚間近の彼女のバイト仲間との飲み会映像3 | OYC-116     | お夜食カンパニー           |       |         |
| 10   | 2 lipca         | ラグジュTV 706 | 259LUXU-735 | Prestige, ラグジュTV       |       | [ 73 ]  |
| 11   | 3 lipca         | 【独占】「旦那から電話かかってきちゃったからダメ!!」～最悪だけど最高に興奮するタイミング!!～出張先で新婚女上司と相部屋になり気を使うボク。夜は晩酌の相手をしながら日頃の愚痴を聞かされるハメに！だけど酔った女上司は、はだけた浴衣で密着してきて…!?                              | HUNTA-321   | Hunter                     |       | [ 74 ]  |
| 12   | 21 lipca        | 120％リアルガチ軟派伝説 vol.50 | TUS-050     | Prestige                   |       | [ 75 ]  |
| 13   | 28 lipca        | ナンパTV×PRESTIGE PREMIUM 11 | NPV-013     | Prestige, ナンパTV         |       | [ 76 ]  |
| 14   | 8 sierpnia      | 【ガチな素人】 MAYUさん 24歳 | ENDX-097    | E★ナンパDX                 |       | [ 77 ]  |
| 15   | 29 września     | まゆ | KCLUB-029   | 錦糸町投稿倶楽部           |       | [ 78 ]  |
| 16   | 1 października  | 【独占】「ほら！今、先っぽ挿ったでしょう!?ダメダメ！それ以上早く動かすと本当に挿っちゃうからダメ！」でもヌルヌルでズボ！結局、生挿入でうっかり生中出ししたらカニばさみロックで何度も中出し強要するド淫乱に豹変!!2 超巨乳過ぎるボクの家庭教師はいつも谷間を隠さず…                | HUNTA-359   | Hunter                     |       | [ 79 ]  |
| 17   | 7 października  | 【独占】68歳資産7億！ 年の差40歳夫婦の誕生会NTR乱交パーティー！ 28歳現役ヤリマン嫁が68歳資産家夫の誕生日パーティーを企画！幸せなホームパーティーのはずが嫁がセフレを呼びまくって乱交パーティーに！                                                                               | TNB-011     | NPJ                        |       | [ 80 ]  |
| 18   | 31 października | まゆ | NKDS-141    | 中出しシロウト             |       | [ 81 ]  |
| 19   | 7 grudnia       | 【ゲス勃起】親友の彼女をハメ撮りNTR バレないように撮影したSEX投稿ビデオ | FSET-731    | AKNR                       |       | [ 82 ]  |
| 20   | 25 grudnia      | 逸材!! ド素人の人妻は、AV志願の従順発情ペット。 まゆ はな みれい | JKSR-316    | ビッグモーカル             |       | [ 83 ]  |
| 2018 |                 | |             |                            |       |         |
| 21   | 4 marca         | 【独占】ふくらみかけの妹が超ドストライク！即フル勃起！！妹が久しぶりにボクとお風呂に入りたがるから、ヤレヤレと思いつつも妹とお風呂に入ったら少し胸がふくらんでいてビックリ！しかも、ボク好みの大きさで当然、超ドストライク！妹の体を流していたら情けない話、妹の顔も…            | HUNTA-417   | Hunter                     |       | [ 84 ]  |
| 22   | 21 marca        | 姉の匂い 姉と弟の禁断の初挿入をとらえた近親相姦映像3組 まゆ25歳 ねね25歳 ようこ25歳 | SDMU-796    | SOD Create                 |       | [ 85 ]  |
| 23   | 30 marca        | まゆ | DTDS-027    | 童貞くん大好きっ！         |       |         |
| 24   | 1 lipca         | 【独占】「ダメだよ！ダメ！そんなに動かしたら挿っちゃうから、お願いやめて！」超巨乳の家庭教師と素股してたらヌルヌルでヌプヌプでズボ！結局生挿入で気持ち良すぎて我慢できず抜かずの3連続生中出ししちゃったらエビ反って感じてしまう淫乱女に豹変！ボクの家庭教師は…                   | HUNTA-463   | Hunter                     |       | [ 86 ]  |
| 25   | 1 lipca         | 【独占】巨乳ホテル清掃員 目隠し拘束固定バイブ放置痴● | AP-559      | アパッチ                   |       | [ 87 ]  |
| 26   | 15 lipca        | 【独占】「絶対許さない！私だって浮気してやる!!」巨乳義母がマジギレで浮気の仕返しセックスをボクに求めてきた！父の再婚で美人な義母ができたのですが、いつも父とイチャイチャしていて気まずいボク。そんなある日、父の浮気が発覚！だけどそれを直接言う事ができない義母は…              | HUNTA-473   | Hunter                     |       | [ 88 ]  |
| 27   | 15 lipca        | 【独占】「エッチしなくていいよ、擦るだけ…お願いお兄ちゃん」兄のことが好きな妹と近親素股！一人暮らしのボクの家に泊まりに来た妹。泊まりにくるのはいい、でも部屋にいるときの部屋着が超薄着で無防備過ぎる…。たまりません！しかも一緒に寝ようと言うのでもう我慢ギリギリ…              | HUNTA-474   | Hunter                     |       | [ 89 ]  |
| 28   | 31 lipca        | ■美脚美乳のギネス級極上ボディ■※圧倒的清楚感！彼氏いない歴6年の清純派JDが逆ナンに挑戦※タイプの男が現れて内気娘がまさかの暴走※自らホテルへ誘い出し熱烈キス※おマ○コくぱぁ淫らな秘部を見せつけ悩殺※180℃開脚ピストンがエロすぎる※巨根で無限にイキまくる！●ミソうずく膣奥ガン突きSEX!! | MAAN-249    | 街角シロウトナンパ         |       |         |
| 29   | 10 sierpnia     | 週末金曜日の夜は気が緩む!?「夫は飲み会ばかり…私だってハメを外したい」今宵夫不在な仕事帰りの美人妻をお持ち帰り！ | REQ-406     | ブリット                   |       |         |
| 30   | 17 sierpnia     | 一般男女モニタリングAV 子持ちの人妻が自宅で1発10万円の連続射精筆おろしチャレンジ！ 2 巨乳のママは子供と旦那が帰宅するまでに初対面の大学生の童貞くんと中出し何発できるのか！？数年ぶりに見たギンギンに勃起したチ○ポに普段抑えていた性欲が大爆発！家事育児に追…                    | DVDMS-296   | DEEP'S                     |       | [ 90 ]  |
| 31   | 17 sierpnia     | 【独占】絶倫少年 美乳義妹連続中出し痴●～父親の再婚で突然できた美乳で美人な義理の妹を何度も何度も連続中出しで犯しまくる！～ | AP-574      | アパッチ                   |       | [ 91 ]  |
| 32   | 24 sierpnia     | プラチナ級 素人清楚妻による一生思い出に残り続ける優しい童貞筆おろし～新レーベル記念特別編！撮り下ろし極上清楚妻6名＋シリーズ歴代美人妻6名 | SKMJ-002    | 赤面女子                   |       |         |
| 33   | 6 września      | マジックミラー号 中イキ未経験の高学歴JDがポルチオ直撃‘上体反らし寝バック’ではじめての赤面絶頂オーガズム！子宮もみほぐしマッサージで全身がトロけバカになるほど豹変イキ!!10人中10本番！                                                                                            | SDMU-872    | SOD Create                 |       | [ 92 ]  |
| 34   | 6 września      | ノットリ 07 これマジ!?ヒョーイ【憑依】TV 〜働く美ナース編〜 | NTTR-007    | SOD Create                 |       | [ 93 ]  |
| 35   | 7 września      | 「彼氏のチ○ポじゃイケなくて…」性に悩む巨乳女子大生に白濁汁があふれ出まくるまでイってもやめないデカチン追い打ちピストン！短小早漏チ○ポの彼氏とのSEXにストレス溜まった欲求不満マ○コが連続ガチイキ！デカチン欲しがり連続中出し合計13発                                              | DOCP-083    | Prestige, DOC              |       | [ 94 ]  |
| 36   | 27 września     | 巨乳義姉とソープ体験!?どうしても「ソープで童貞を捨てたい」と父の再婚相手の連れ子にカネをせがむと「私でしてみる？」とまさかの展開に！？素股プレイ中に我慢できず事故を装いヌルッと生挿入！戸惑いながらもイキまくる淫乱な義姉と腰砕け中出しSEX!!                                    | DOCP-095    | Prestige, DOC PREMIUM      |       | [ 95 ]  |
| 37   | 7 października  | 家事代行おばさんのピタパン尻に我慢できずにバックからねじ込むデカチン即ハメ！ 7 「旦那がいるから…」断られても強引にイカせるイケメンの高速ピストン口説きSEXを完全収録！魅惑の若チ○ポに心奪われたデカ尻妻が旦那では味わえない連続絶頂合計47回！勢いあまって中出                     | DVDMS-315   | DEEP’S                     |       | [ 96 ]  |
| 38   | 12 października | かおり | SIMM-021    | しろうとまんまん           |       |         |
| 39   | 26 października | Gカップ巨乳女子大生が人生初めてのすんごいおっぱい責め&おっぱい密着ホールド中出しSEX!!「おっぱいで興奮する男性ってかわいい！」おっぱい責めで何度も勃起する絶倫チ○ポにJDのパンツは染みまみれ!!                                                                                     | SIM-003     | Prestige, DOC              |       | [ 97 ]  |
| 40   | 4 listopada     | 天然ドスケベFカップ美女の彼氏とのラブホハメ撮り動画が流出！「撮られると…、ドキドキしちゃう…」きれいな顔して下は大洪水の潮吹き悶絶セックス！：ラブホのレンタルカメラ内蔵/消し忘れたハメ撮り動画 ファイル021                                                                       | NTK-099     | Prestige, Prestige Premium |       | [ 98 ]  |
| 41   | 7 grudnia       | 一般男女モニタリングAV しごいてしゃぶってヌキまくり！大手航空会社勤務の憧れのキャビンアテンダントが無数に生えた壁ち○ぽの即ヌキに挑戦！フル勃起ち○ぽに囲まれ恥じらいながらもオマ○コが濡れてしまった黒パンスト美脚CAはザーメンまみれでノンストップ射精SEX！…                       | DVDMS-405   | DEEP'S                     |       | [ 99 ]  |
| 42   | 27 grudnia      | 女子校生をガチナンパ！イマドキ乙女たちのお悩みをズバッと解決！短小・包茎・早漏な彼氏とのエッチに「満足した事無いです…」っていうまだ成長中↑の巨乳な娘たちにいきなりっ！デカチンを見せたら「えっ！恥ずかしい…」なんて言ってる暇も無くズボッと挿入（SEX）へ！                       | MEKI-010    | Mercury                    |       | [ 100 ] |
| 43   | 28 grudnia      | 卒業式間近の男子校生応援企画！「憧れの先生と禁断の関係になりたい!!」授業中こっそり似顔絵を描くしかできなかった地味な童貞生徒が大好きな担任と二人きりでHな保健体育補習。先生の大きなおっぱいを揉んで、唾液ベロチュー、学校に内緒で生中筆おろしスペシャル！                        | SKMJ-021    | 赤面女子                   |       | [ 101 ] |
| 2019 |                 | |             |                            |       |         |
| 44   | 7 stycznia      | 【独占】美尻若妻の集団突き出しピタパン尻に大興奮！！ ヨガ教室に参加してみたら男はボク1人!?周りを見渡すとヨガのポーズでお尻が強調されたピタパン若妻だらけでとにかくエロ過ぎる！！そんな環境なので…勃起しまくり！勃起していたら当然、バレてしまい醜態をさらすハメに…               | HUNTA-536   | Hunter                     |       | [ 102 ] |
| 45   | 7 lutego        | デカチンハードイラマとデカチンハードピストンでドMな義妹がさらにボクにどハマり！頭が良く美人でスタイル抜群！学校でもモテモテの義妹はボクのことがなぜか大好きみたいなのですが、ボクは義妹は恋愛対象外なのでどんなにエロい格好や誘惑をしてきても全く興味が…                         | HUNTA-551   | Hunter                     |       | [ 103 ] |
| 46   | 9 lutego        | 【独占】固定バイブだるまさんが転んだ11 | HJMO-397    | はじめ企画                 |       | [ 104 ] |
| 47   | 9 lutego        | 【独占】鍋パーティーNTR ～親友と彼女の最低な浮気中出し映像～ | PRED-136    | Premium                    |       | [ 105 ] |
| 48   | 19 kwietnia     | 【独占】「お願いやめて!!何度もイっちゃってるって言ってるでしょう !!」イってもイってもイキ止まらないハードピストンで巨乳家庭教師がエビ反り連続爆イキ！ ボクの家庭教師は超巨乳で眼鏡美人！勉強を教えてもらっていると胸の谷間が気になって気になって童貞のボクは勉強に…              | HUNTA-585   | Hunter                     |       | [ 106 ] |
| 49   | 6 czerwca       | 間男の好みに合わせて髪を30cm切った妻 | HAWA-178    | コスモス映像               |       |         |
| 50   | 6 czerwca       | 「彼女と結婚間近の幸せ彼氏に濡れたオマ○コを触らせ生ハメを誘う美人仲居」VOL.1 | DANDY-666   | DANDY                      |       | [ 107 ] |
| 51   | 20 września     | 欲求不満ドMシロウト人妻 美人妻たちの肉欲願望 7 | KRI-089     | MAD                        |       | [ 108 ] |
| 52   | 28 września     | 二人でするヨガ。タイ古式マッサージ店盗撮。素人人妻をタイ古式マッサージの無料体験と偽り騙して癒して中出ししちゃいました 池袋編 | BDSR-401    | ビッグモーカル             |       | [ 109 ] |
| 2020 |                 | |             |                            |       |         |
| 53   | 7 lutego        | 激逝きFカップ某企業職員！？エビぞり逝き部門金メダル級！！乳輪ピック開催で「チラッ♥」とノリ良しオープニングセレモニー!!股間に性火がともって性器の祭典が始まるぜ！！鍛えたスレンダー美BODYのアスリート級ピストン!!最高です!! /ラブホドキュメンタリー休憩2時間/45                   | 300NTK-306  | Prestige Premium           |       | [ 110 ] |
| 54   | 10 lipca        | 訳ありシロウト妻 出会い系アプリ課金でGETした令和美人妻 Vol.01 | HEZ-182     | Hot Entertainment          |       | [ 111 ] |
| 55   | 30 lipca        | まみ | SMX-006     | しろうと目線               |       |         |
| 56   | 10 grudnia      | SEARCH 巨乳 ハメ撮り | EQ-536      | ブリット                   |       | [ 112 ] |

### Inne
| #    | Data       | Tytuł                                       | Kod wideo | Producent       | Uwagi       | Przy.   |
| 2016 |            |                                             |           |                 |             |         |
| 1    | 28 grudnia | Fascinating NUDE 抱きしめたくなるそのカラダ | PRBY-033  | Precious Beauty | Obraz wideo | [ 113 ] |

## Występy

### Striptiz
| #    | Data                          | Tytuł                             | Miejsce                                  | Występ                                                                         | Uwagi | Przy.           |
| 2016 |                               |                                   |                                          |                                                                                | |                 |
| 1    | 1–15 marca                    | FACE 1st season                   | Asakusa Rockza                           | Muto, Fujisaki, Sara, Kojima, Truth, Akanishi, Minami                          | Debiut Minami                                                                                                   | [ 114 ]         |
| 2    | 16–28 marca                   | FACE 2nd season                   | Asakusa Rockza                           |                                                                                | Mayu zastąpiła Nanami Kawakami w dniach 17, 19 i 24 marca                                                       | [ 115 ]         |
| 3    | 1–10 maja                     |                                   | Kawasaki Rockza                          | Kayama, Aida, Kashiwagi, Kiyomoto, Suzuki, Minami                              | Pierwszy występ w: Kawasaki Rockza, Minami miała 4 dni wolnego                                                  | [ 116 ]         |
| 4    | 16–30 czerwca                 |                                   | Toyo Show Theatre                        | Aoi Nagisa, Fujisaki, Enomoto, Omi, Minami                                     | Pierwszy występ w: Toyo Show Theatre                                                                            | [ 117 ]         |
| 5    | 21 lipca – 10 sierpnia        | Peace Love Rock 1st season        | Asakusa Rockza                           | Shiraishi, Omi, Natsuki, Sara, Seino, Amemiya, Minami                          | | [ 118 ]         |
| 6    | 1–10 października             |                                   | Shinjuku Newart                          | Tenkawa, Mizushima, Hijiri, Shinohara, Kiyomoto, Minami                        | | [ 119 ]         |
| 7    | 11–20 października            |                                   | Yokohama Rockza                          | Suo, Fujisaki, Toyota, Momose, Minami                                          | Pierwszy występ w: Yokohama Rockza                                                                              | [ 120 ]         |
| 8    | 11–20 listopada               |                                   | Kawasaki Rockza                          | Saionji, Kurosaki, Hirose, Arisawa, Hamano, Asuka, Minami                      | | [ 121 ]         |
| 2017 |                               |                                   |                                          |                                                                                | |                 |
| 9    | 1–31 stycznia                 | 1月公演「華」                     | Asakusa Rockza                           | Sora, Muto, Momose, Sara, Miori, Koda, Minami                                  | |                 |
| 10   | 21–28 lutego                  |                                   | Toyo Show Theatre                        | Sakagami, Mitsuki, Ueno, Kiyomoto, Minami                                      | |                 |
| 11   | 1–10 marca                    |                                   | Kawasaki Rockza                          | Otomo, Suo, Tsurumi, Tomosaka, Tsubasa, Minami                                 | Pierwsza rocznica Mayu                                                                                          | [ 122 ]         |
| 12   | 21 kwietnia – 10 maja         | 秘すれば花 1st season             | Asakusa Rockza                           | Shimizu, Akizuki, Muto, Mashiro, Sakuraba, Miori, Minami                       | | [ 123 ]         |
| 13   | 1–25 czerwca                  | 愛あればこそ 1st season           | Asakusa Rockza                           | Asuka, Amemiya, Sora, Shiraishi, Sara, Nada, Minami                            | | [ 124 ]         |
| 14   | 11–20 lipca                   |                                   | Shinjuku Newart                          | Akizuki, Kuga, Tomosaka, Maeda, Hamano, Minami                                 | |                 |
| 15   | 11–31 sierpnia                | EARTH BEAT 2nd season             | Asakusa Rockza                           | Sakuraba, Muto, Natsuki, Miori, Sara, Miyabi, Maeda, Arisawa, Fujizuki, Minami | | [ 125 ]         |
| 16   | 21–30 września                |                                   | Kawasaki Rockza                          | Akitsuki, Natsuki, Kiyomizu, Fujitsuki, Kiyomimoto, Minami                     | |                 |
| 17   | 21–31 października            |                                   | Toyo Show Theatre                        | Saionji, Ueno, Enomoto, Araki, Fujizuki, Minami                                | | [ 126 ]         |
| 18   | 11–20 listopada               |                                   | DX歌舞伎町 (DX Kabukicho)                | Hamano, Seikyo, Saionji, Momose, Minami                                        | Pierwszy występ w: DX Kabukicho                                                                                 |                 |
| 19   | 21–30 listopada               |                                   | Yokohama Rockza                          | Kurosaki, Himesaki, Tsurumi, Toyota, Minami                                    | 27 listopada obchodziła urodziny                                                                                | [ 127 ]         |
| 2018 |                               |                                   |                                          |                                                                                | |                 |
| 20   | 1–31 stycznia                 | 1月公演「華」                     | Asakusa Rockza                           | Hamano, Hayase, Muto, Akanishi, Sara, Miori, Minami                            | | [ 128 ]         |
| 21   | 21–28 lutego                  |                                   | Toyo Show Theatre                        | Ueno, Fujisaki, Araki, Komiyayama, Minami                                      | |                 |
| 22   | 1–10 marca                    |                                   | Kawasaki Rockza                          | Kawana, Sara, Hamano, Momose, Tsubasa, Minami                                  | Druga rocznica Mayu                                                                                             |                 |
| 23   | 1–10 kwietnia                 |                                   | Shinjuku Newart                          | Hirose, Ueno, Hamano, Sara, Muto, Minami                                       | |                 |
| 24   | 1–20 maja                     | WONDERLAND 1st season             | Asakusa Rockza                           | Muto, Sawura, Hayase, Sara, Kiymoto, Sawaki, Minami                            | | [ 129 ]         |
| 25   | 11–20 czerwca                 |                                   | Toyo Show Theatre                        | Ueno, Nakajo, Arisawa, Komiyama, Minami                                        | |                 |
| 26   | 21–30 czerwca                 |                                   | Yokohama Rockza                          | Makino, Hatano, Koda, MIKA, Minami                                             | |                 |
| 27   | 21 lipca – 10 sierpnia        | EARTH BEAT 2018 JUMP 1st          | Asakusa Rockza                           | Araki, Momose, Sakuraba, Sara, Hamano, Amemiya, Minami                         | | [ 130 ]         |
| 28   | 21–31 sierpnia                |                                   | Kawasaki Rockza                          | Saionji, Suo, RISA, Koharu, Takasaki, Minami                                   | |                 |
| 29   | 11–20 września                |                                   | Shinjuku Newart                          | Suo, Hijiri, Yukina, Omi, Koda, Minami                                         | | [ 131 ]         |
| 30   | 11–20 października            |                                   | Toyo Show Theatre                        | Matsumoto, Sawaki, Sayagi, Kawagoe, Minami                                     | |                 |
| 31   | 1–10 listopada                |                                   | Yokohama Rockza                          | Hirano, Arizawa, Maeda, Tsubasa, Minami                                        | |                 |
| 32   | 1–10 grudnia                  |                                   | Kawasaki Rockza                          | Sawaki, Tsurumi, Seikyo, Sakuraba, Takasaki, Minami                            | |                 |
| 2019 |                               |                                   |                                          |                                                                                | |                 |
| 33   | 1–31 stycznia                 | 艶 en                             | Asakusa Rockza                           | Suzuki, Sora, Chujo, Sara, Konoha, Yukime, Minami                              | | [ 132 ]         |
| 34   | 11–20 lutego                  |                                   | Toyo Show Theatre                        | Ueno, Aoyama, Yukina, Haruno, Minami                                           | | [ 133 ]         |
| 35   | 1–10 marca                    |                                   | Kawasaki Rockza                          | Suo, Tomosaka, Yukina, Ono, Takasaki, Minami                                   | Trzecia rocznica Mayu                                                                                           | [ 134 ]         |
| 36   | 1–10 kwietnia                 |                                   | Shinjuku Newart                          | Shimizu, Nakajo, Yanase, Hashimoto, Suzuka, Minami                             | | [ 135 ]         |
| 37   | 11–20 kwietnia                |                                   | Yokohama Rockza                          | Suo, Sawura, Mamiya, Suzuka, Minami                                            | | [ 136 ]         |
| 38   | 2–10 maja                     |                                   | Kawasaki Rockza                          | Makino, Kaede, Kuga, Koharu, Suzuki, Minami                                    | | [ 137 ]         |
| 39   | 21 maja – 10 czerwca          | EARTH BEAT 2019 RISING 2nd season | Asakusa Rockza                           | Sara, Sawamura, Amemiya, Araki, Saotome, Takasaki, Minami                      | | [ 138 ]         |
| 40   | 21 czerwca – 30 czerwca       |                                   | Toyo Show Theatre                        | Aoyama, Świątynia Saionji, Sakuraba, Ito, Minami                               | | [ 133 ]         |
| 41   | 21–31 lipca                   |                                   | Shinjuku Newart                          | Akizuki, Hirose, Hazuki, Hijiri, Nijiho, Minami                                | | [ 135 ]         |
| 42   | 11–31 sierpnia                | 百物語 第二期                     | Asakusa Rockza                           | Shimizu, Maeda, Kumano, Sara, Miyabi, Oda, Sakuraniwa, Minami                  | | [ 139 ]         |
| 43   | 11–20 września                |                                   | Toyo Show Theatre                        | Ueno, Fujisaki, Sakuraba, Osawa, Minami                                        | | [ 133 ]         |
| 44   | 21 września – 30 września     |                                   | Yokohama Rockza                          | Shimizu, Kawana, Sakuraba, Suzuki, Minami                                      | | [ 136 ]         |
| 45   | 11–20 października            |                                   | Kawasaki Rockza                          | Saionji, Tomosaka, Sakuraba, Maeda, Muto, Minami                               | | [ 134 ]         |
| 46   | 1–20 listopada                | STEPS ON BROADWAY 2nd season      | Asakusa Rockza                           | ALLIY, Kaede, Fujisaki, Ono, Fujikawa, Tenki, Hashimoto, Minami                | | [ 140 ]         |
| 47   | 11–20 grudnia                 |                                   | Toyo Show Theatre                        | Ueno, Hamano, Natsume, Suzumiya, Minami                                        | | [ 133 ]         |
| 2020 |                               |                                   |                                          |                                                                                | |                 |
| 48   | 1–31 stycznia                 | 騒 Roaring                        | Asakusa Rockza                           | Hashimoto, Muto, Saionji, Sara, Miori, Suo, Minami                             | | [ 141 ]         |
| 49   | 1–10 marca                    |                                   | Kawasaki Rockza                          | Suo, Tomosaka, Hayase, Muto, Suzuki, Minami                                    | Czwarta rocznica Mayu                                                                                           | [ 142 ]         |
| 50   | 11–20 marca                   |                                   | 広島第一劇場 (Hiroshima Daiichi Theater) | Komuro, Saionji, Shimizu, Minami                                               | Pierwszy występ w: Hiroshima Daiichi Theater                                                                    |                 |
| 51   | 4–7 kwietnia                  | Muse 2nd season                   | Asakusa Rockoza                          | Saotome, Fujikawa, Sakuraba, Ono, Akizuki, Suzuki, Minami                      | Teatr był zamknięty od 7 kwietnia do 31 maja z powodu ogłoszonego stanu wyjątkowego spowodowanego koronawirusem | [ 143 ]         |
| 52   | 1–10 czerwca                  | Muse 2nd season                   | Asakusa Rockoza                          | Saotome, Fujikawa, Sakuraba, Ono, Akizuki, Suzuki, Minami                      | | [ 144 ]         |
| 53   | 1–10 lipca                    |                                   | Shinjuku Newart                          | Akizuki, Yukimi, RISA, Uzuki, ALLIY, Minami                                    | | [ 145 ]         |
| 54   | 21 lipca – 10 sierpnia        | PEACE LOVE ROCK Vol.1             | Asakusa Rockoza                          | Omi, Suo, Hoshizaki, Sara, Takasaki, Muto, Minami                              | | [ 146 ]         |
| 55   | 11–20 sierpnia                |                                   | Kawasaki Rockza                          | Saionji, Tomosaka, Yukimi, Yukina, Suzuki, Minami                              | | [ 142 ]         |
| 56   | 11 września – 20 września     |                                   | Toyo Show Theatre                        | Ueno, Nijiashiro, Shimizu, Ito, Minami                                         | | [ 147 ]         |
| 57   | 21 – 30 września              |                                   | Yokohama Rockza                          | Uno, Tsumugi, Amemiya, Tsubasa, Minami                                         | | [ 148 ]         |
| 58   | 21–31 października            |                                   | Kawasaki Rockza                          | Uno, Komuro, Nonoka, Kumano, Konoha, Minami                                    | | [ 142 ]         |
| 59   | 1–10 listopada                |                                   | Toyo Show Theatre                        | Aoyama, Koda, Amemiya, Yukina, Minami                                          | | [ 147 ]         |
| 60   | 11–20 listopada               |                                   | Shinjuku Newart                          | Akiyuki, Aoyama, Kumano, Tomosaka, Sakuraniwa, Minami                          | | [ 145 ]         |
| 61   | 1–10 grudnia                  |                                   | 広島第一劇場 (Hiroshima Daiichi Theater) | Koshi, Saionji, Suo, Minami                                                    | | [ 149 ]         |
| 2021 |                               |                                   |                                          |                                                                                | |                 |
| 62   | 1–31 stycznia                 | 響 Touch Your Heart               | Asakusa Rockza                           | Uno, Sora, Suzuki, Sara, Miori, Hashimoto, Minami                              | | [ 150 ]         |
| 63   | 11–20 lutego                  |                                   | Yokohama Rockza                          | Shina, Momose, Tomosaka, Kumano, Miori, Minami                                 | | [ 151 ]         |
| 64   | 1–10 marca                    |                                   | Kawasaki Rockza                          | Suo, Tomosaka, Muto, Koharu, Amemiya, Minami                                   | Piąta rocznica Mayu                                                                                             | [ 152 ]         |
| 65   | 11–20 marca                   |                                   | Toyo Show Theatre                        | Yukina, Enomoto, Omi, Uraraka, Minami                                          | | [ 153 ]         |
| 66   | 1–10 kwietnia                 |                                   | Shinjuku Newart                          | Komukai, Suo, Tomosaka, Yukina, Takasaki, Minami                               | | [ 154 ]         |
| 67   | 21 kwietnia – 20 maja         | WONDERLAND 2nd season             | Asakusa Rockza                           | Muto, mico, Konoha, Sara, Akanishi, Hirose, Minami                             | | [ 155 ]         |
| 68   | 11–20 czerwca                 |                                   | Yokohama Rockza                          | Maeda, Suzuka, Uno, Miori, Minami                                              | | [ 151 ]         |
| 69   | 21–30 czerwca                 |                                   | Toyo Show Theatre                        | Kawana, Ueno, Sasaki, Ito, Minami                                              | | [ 156 ]         |
| 70   | 22 lipca – 10 sierpnia        | 祭音 ZAION 2nd season             | Asakusa Rockza                           | Hara, Miori, Hamano, Ara, Kumano, Sara, Minami                                 | | [ 157 ]         |
| 71   | 11–20 sierpnia                |                                   | Kawasaki Rockza                          | Hatano, Koharu, Yukimi, Fujisaki, Suzuki, Minami                               | | [ 152 ]         |
| 72   | 1–10 września                 |                                   | Toyo Show Theatre                        | Aoyama, Enomoto, Shiraishi, Suzuka, Minami                                     | | [ 158 ]         |
| 73   | 11–20 września                |                                   | Yokohama Rockza                          | Kaede, Uno, ALLIY, Tsubasa, Minami                                             | | [ 151 ]         |
| 74   | 11–31 października            | 秘すれば花 第三期                 | Asakusa Rockza                           | Hashimoto, Sawamura, Suzuka, Yazawa, Sakuraba, Amemiya, Minami                 | | [ 159 ]         |
| 75   | 11–20 listopada               |                                   | Kawasaki Rockza                          | Maeda, Yukimi, Kayama, Koharu, ALLIY, Minami                                   | | [ 152 ]         |
| 76   | 11–20 grudnia                 |                                   | Yokohama Rockza                          | Awaka, Hamano, Sakuraba, Hashimoto, Minami                                     | | [ 151 ]         |
| 2022 |                               |                                   |                                          |                                                                                | |                 |
| 77   | 1–31 stycznia                 | 電 INAZUMA                        | Asakusa Rockza                           | Akanishi, Hashimoto, Hara, Sara, Miyano, Saotome, Minami                       | | [ 160 ]         |
| 78   | 11–20 lutego                  |                                   | Shinjuku Newart                          | Otani, Maeda, Momose, Hamano, Omi, Minami                                      | | [ 161 ]         |
| 79   | 1–10 marca                    |                                   | Kawasaki Rockza                          | Suo, Tomosaka, Kumano, Uno, Konoha, Minami                                     | Szósta rocznica Mayu                                                                                            | [ 162 ]         |
| 80   | 11–20 marca                   |                                   | Toyo Show Theatre                        | Nijiho, Ueno, Suzumiya, Araki, Minami                                          | | [ 163 ]         |
| 81   | 11–30 kwietnia                | ECSTASY 3rd season                | Asakusa Rockza                           | Amase, Nonoka, ALLIY, Kawagoe, Kumano, Sara, Minami                            | | [ 164 ]         |
| 82   | 1–10 maja                     |                                   | Kawasaki Rockza                          | mico, Tsubaki, Suzuka, Nakajo, Higuchi, Minami                                 | | [ 162 ]         |
| 83   | 21–31 maja                    |                                   | Toyo Show Theatre                        | Aoyama, Ueno, Nakajo, Higuchi, Minami                                          | | [ 163 ]         |
| 84   | 11–20 czerwca                 |                                   | Yokohama Rockza                          | Tomosaka, Maeda, Suzuka, Hashimoto, Minami                                     | | [ 165 ]         |
| 85   | 23 lipca – 10 sierpnia        | 祭音 ZAION 2nd season             | Asakusa Rockza                           | Sakakuba, Maeda, Suzuki, Suzuka, Sara, Minami                                  | | [ 166 ]         |
| 86   | 11–20 sierpnia                |                                   | Kawasaki Rockza                          | Maeda, Tomosaka, Fujisaki, Nonoka, Nakajo, Minami                              | | [ 162 ]         |
| 87   | 1–10 września                 |                                   | Shinjuku Newart                          | Fujisaki, Arisawa, Tomosaka, Miyano, mico, Minami                              | | [ 161 ]         |
| 88   | 11–20 września                |                                   | Yokohama Rockza                          | Fujikawa, Tomosaka, ALLIY, Higuchi, Minami                                     | | [ 167 ]         |
| 89   | 21–30 września                |                                   | Toyo Show Theatre                        | Aoyama, Nonoka, Omi, Hanai, Minami                                             | | [ 163 ]         |
| 90   | 1–20 listopada                | 夢音 DREAM ON 1st season          | Asakusa Rockza                           | Sakuraba, Nijiho, Mito, Saotome, Maeda, ALLIY, Minami                          | | [ 168 ]         |
| 91   | 21–30 listopada               |                                   | Shinjuku Newart                          | Konoha, Senou, Maeda, Momose, Uno, Minami                                      | 27 listopada obchodziła urodziny                                                                                | [ 161 ]         |
| 92   | 11–20 grudnia                 |                                   | Kawasaki Rockza                          | Suo, Suzuka, Uno, Hanai, Nakajo, Minami                                        | | [ 162 ]         |
| 2023 |                               |                                   |                                          |                                                                                | |                 |
| 93   | 1–31 stycznia                 | 2023年新春公演 跳！               | Asakusa Rockza                           | Shiratori, Sara, Hanai, Hara, Suzuki, Nagazawa, Minami                         | | [ 169 ]         |
| 94   | 1–10 marca                    |                                   | Kawasaki Rockza                          | Suo, Tomosaka, Kumano, Mito, Nakajo, Minami                                    | Siódma rocznica Mayu                                                                                            | [ 170 ]         |
| 95   | 11–20 marca                   |                                   | Toyo Show Theatre                        | Higashiro, Ueno, Nakajo, Nagasawa, Minami                                      | | [ 171 ]         |
| 96   | 1–10 kwietnia                 |                                   | Yokohama Rockza                          | Saionji, Fuka, Hirose, Nakajo, Minami                                          | | [ 172 ]         |
| 97   | 1–20 maja                     | ADVENTURES 2nd season             | Asakusa Rockza                           | Higuchi, Sara, Tsubaki, Saotome, Muto, Hirose, Minami                          | | [ 173 ]         |
| 98   | 1–10 czerwca                  |                                   | Kawasaki Rockza                          | Fujikawa, Omi, Tomosaka, Hirose, Asuka, Minami                                 | | [ 174 ]         |
| 99   | 11–20 czerwca                 |                                   | Toyo Show Theatre                        | Nijiho, Maeda, Hinata, Asuka, Minami                                           | | [ 171 ]         |
| 100  | 1–10 lipca                    |                                   | Yokohama Rockza                          | Tsukishima, Hirose, Hanai, ALLIY, Minami                                       | | [ 175 ]         |
| 101  | 21 lipca – 10 sierpnia        | PEACE LOVE ROCK Vol.2             | Asakusa Rockza                           | Hara, Akanishi, Suo, Sara, Suzuka, Fujisaki, Minami                            | | [ 176 ]         |
| 102  | 11–20 sierpnia                |                                   | Kawasaki Rockza                          | mico, Tomosaka, Nonoka, Fujisaki, Higuchi, Minami                              | | [ 177 ]         |
| 103  | 21–30 września                |                                   | Shinjuku Newart                          | Hayase, Koda, Sara, Muto, Momose, Minami                                       | | [ 178 ]         |
| 104  | 11–31 października            | まつろわぬもの 第三期             | Asakusa Rockza                           | Shiratori, Hirose, Maeda, Yazawa, Momose, Higuchi, Minami                      | | [ 179 ]         |
| 105  | 11–20 listopada               |                                   | Yokohama Rockza                          | Kasuga, Tomosaka, Omi, Higuchi, Minami                                         | | [ 180 ]         |
| 106  | 11–20 grudnia                 |                                   | Kawasaki Rockza                          | mico, Tsubaki, Muto, Uno, Higuchi, Minami                                      | | [ 181 ]         |
| 2024 |                               |                                   |                                          |                                                                                | |                 |
| 107  | 1–31 stycznia                 | 2024年新春公演 浪！               | Asakusa Rockza                           | Sara, Hanai, Tsubaki, Hara, Suzuki, Fujikawazawa, Minami                       | | [ 182 ]         |
| 108  | 11–20 lutego                  |                                   | Yokohama Rockza                          | Yuki, Uno, Konoha, ALLIY, Minami                                               | | [ 183 ]         |
| 109  | 1–10 marca                    |                                   | Kawasaki Rockza                          | Tsubaki, Suo, Tomosaka, Tsubasa, Higuchi, Minami                               | Ósma rocznica Mayu                                                                                              | [ 183 ]         |
| 110  | 21–31 marca                   |                                   | Shinjuku Newart                          | Senou, Komuro, Koharu, mico, Nonoka, Minami                                    | | [ 183 ]         |
| 111  | 11–20 kwietnia                |                                   | Yokohama Rockza                          | Izumida, Sakuraba, Hirase, Tsubasa, Minami                                     | | [ 184 ]         |
| 112  | 1–10 maja                     |                                   | Kawasaki Rockza                          | Maeda, Hijiri, Mito, Yukina, Higuchi, Minami                                   | | [ 185 ]         |
| 113  | 21 maja – 10 czerwca          | HEIAN 3nd season                  | Asakusa Rockza                           | Suo, Tsubaki, Sakuraba, Akanishi, Senou, Fujisaki, Minami                      | | [ 186 ]         |
| 114  | 1–20 lipca                    | STEPS ON BROADWAY 2st season      | Asakusa Rockza                           | Omi, ALLIY, Hinata, Suzuki, Hanai, Hirose, Minami                              | | [ 187 ]         |
| 115  | 1–10 sierpnia                 |                                   | Shinjuku Newart                          | Seno, Shoji, Mamiya, Suo, Sakuraba, Minami                                     | | [ 188 ]         |
| 116  | 11–20 sierpnia                |                                   | Kawasaki Rockza                          | Tomosaka, Fujisaki, Nonoka, Nakajo, Asuka, Minami                              | | [ 189 ]         |
| 117  | 21 września – 10 października | Fairy Tales 1st season            | Asakusa Rockza                           | Fujikawa, Nagasawa, Komiyama, Shinomiya, Shiratori, Yazawa, Minami             | | [ 190 ]         |
| 118  | 11–20 października            |                                   | Yokohama Rockza                          | Amase, Suo, Nonoka, Asuka, Saotome, Minami                                     | | [ 191 ]         |
| 119  | 21–30 listopada               |                                   | Kawasaki Rockza                          | Mamiya, Kazahana, Tsubaki, ALLIY, Yukina, Minami                               | 27 listopada obchodziła urodziny                                                                                | [ 192 ]         |
| 120  | 11–20 grudnia                 |                                   | Yokohama Rockza                          | Mamiya, Kuroki, Tsubaki, ALLIY, Higuchi, Minami                                | | [ 193 ]         |
| 2025 |                               |                                   |                                          |                                                                                | |                 |
| 121  | 1–31 stycznia                 |                                   | Asakusa Rockza                           | Hara, Sara, Nagasawa, Higuchi, ALLIY, Yukina, Minami                           | | [ 194 ] [ 195 ] |

## Publikacje

### Fotoksiążka
| #    | Data         | Tytuł                  | Numer książki         | Informacje                                      | Uwagi                    | Przy.   |
| 2017 |              |                        |                       |                                                 |                          |         |
| 1    | 31 maja      | 東京の恋人             | ISBN978-4-7683-0855-4 | Wydawca: Genkosha Fotograf: Chikashi Kasai      | Jej pierwsza fotoksiążka | [ 196 ] |
| 2    | 21 listopada | Love Dancer second     | ISBN-10. 4198645167   | Wydawca: Tokuma Shoten                          |                          | [ 197 ] |
| 2023 |              |                        |                       |                                                 |                          |         |
| 3    | 27 listopada | 南まゆ写真集『踊り姫』 |                       | Wydawca: Men's Cyzo Fotograf: Keisuke Higurashi |                          | [ 198 ] |

### Cyfrowa fotoksiążka
| #    | Data           | Tytuł                                                         | Informacje        | Uwagi                            | Przy.   |
| 2017 |                |                                                               |                   |                                  |         |
| 1    | 29 września    | ギリギリ★あいどる倶楽部 「抱きしめたくなるそのカラダ」 南まゆ | Wydawca: PAD      | Jej pierwsza cyfrowa fotoksiążka | [ 199 ] |
| 2021 |                |                                                               |                   |                                  |         |
| 2    | 27 sierpnia    | WITH YOU. 南まゆ 【グラビア写真集】 ペーパーバック ?          | Wydawca: Prestige |                                  | [ 200 ] |
| 2023 |                |                                                               |                   |                                  |         |
| 3    | 5 października | 真夏のタイムマシーン【グラビア写真集】                        | Wydawca: mellow   | Amazon Kindle                    | [ 201 ] |
| 4    | 28 listopada   | 曖昧なままで【グラビア写真集】                                | Wydawca: mellow   | Amazon Kindle                    | [ 202 ] |
| 2024 |                |                                                               |                   |                                  |         |
| 4    | 3 marca        | からっぽ。【グラビア写真集】                                  | Wydawca: mellow   | Amazon Kindle                    | [ 203 ] |
| 5    | 22 maja        | 最愛【グラビア写真集】                                        | Wydawca: mellow   | Amazon Kindle                    | [ 204 ] |